# Örgryte gamla kyrka
Örgryte gamla kyrka är en kyrkobyggnad belägen i stadsdelen Bö, Göteborgs kommun. Den tillhör Örgryte församling i Göteborgs stift och Svenska kyrkan.
Kyrkan är en av Göteborgs populäraste förrättningskyrkor med ett sextiotal vigslar och omkring 150 begravningar per år.

## Byggnadshistoria
Enligt en teori av Erik Benzelius lät Sankt Sigfrid bygga dåvarande Örgrytes första kristna kyrka på denna plats på 1000-talet. Sägnen skulle kunna ha viss kärna av sanning, då rester av en träkyrka som daterats till 1000-talet, hittades vid en sentida restauration av kyrkan.

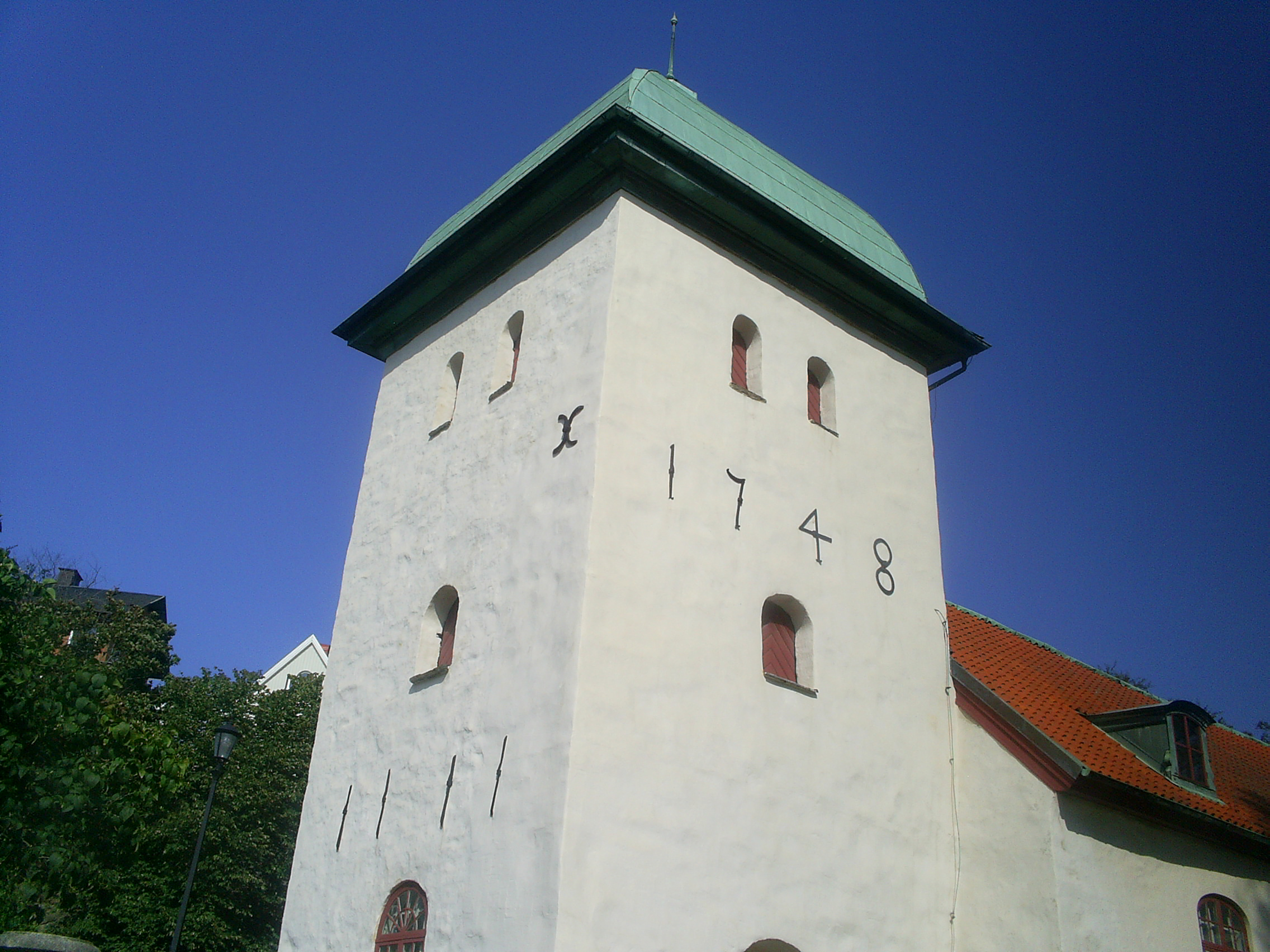
Kyrktornet 2023.

I mitten av 1200-talet byggdes på kyrkplatsen en romansk, rektangulär stenkyrka med långhus samt lägre och smalare kor och altare i öster. Den har troligen även fungerat som en försvarsbyggnad med sina tjocka murar. En församling, omfattande södra stranden utmed Göta älvs mynning, hade här sin kyrka. År 1528 fördes denna kyrksocken på Gustav Vasas befallning till Nylöse stad vid Säveån. 
En större ombyggnad under ledning av stadsarkitekten Bengt Wilhelm Carlberg påbörjades 1730 och 1735 ersattes det medeltida koret av en avrundad tillbyggnad i kyrkans bredd och fönstren förstorades. Istället för att renovera klockstapeln, revs den 1748 och dagens kyrktorn uppfördes. Den norra korsarmen byggdes 1775 och den södra utbyggnaden fick Bengt Wilhelm Carlbergs son uppdraget att utföra. Han avled dock på våren 1814 och kapten J. F. Weinberg övertog ansvaret. Den södra korsarmen, färdigställd 1817, blev dock större än den norra, varigenom byggnaden har blivit något osymmetrisk. Karaktärsskapande exteriört är tornets kopparhuv och den södra korsarmens gavel och interiört den välbevarade träinredningen liksom takmålningarna i rokoko. 

### Renoveringar
I början av 1920-talet uppgjorde Sigurd Curman och Axel Forssén ett förslag till restaurering, vilken utfördes 1925-1926. Med ledning av murverkets utformning kunde byggnaden dateras till 1200-talets första hälft och man återfann även den ursprungliga sydportalen. Vid renoveringen återuppbyggdes den norra läktaren, man byggde om bänkarna och tillförde högklassigt marmoreringsmåleri. Takmålningarna konserverades av konstnären Filip Månsson.    
Under ledning av Axel Forssén tillkom vid renoveringen 1951-1952 sakristian och skärmväggarna under korsarmarnas läktare. Forssén hade ambitionen att förstärka den äldre interiörens karaktär.
En in- och utvändig totalrenovering genomfördes 2018–2019. Bland annat tillgänglighetsanpassades byggnaden och ny belysning installerades i taket. Kyrkan återinvigdes den 5 maj 2019 med festhögmässa och festkonsert, varvid ett Steinwaypiano invigdes.

## Målningar

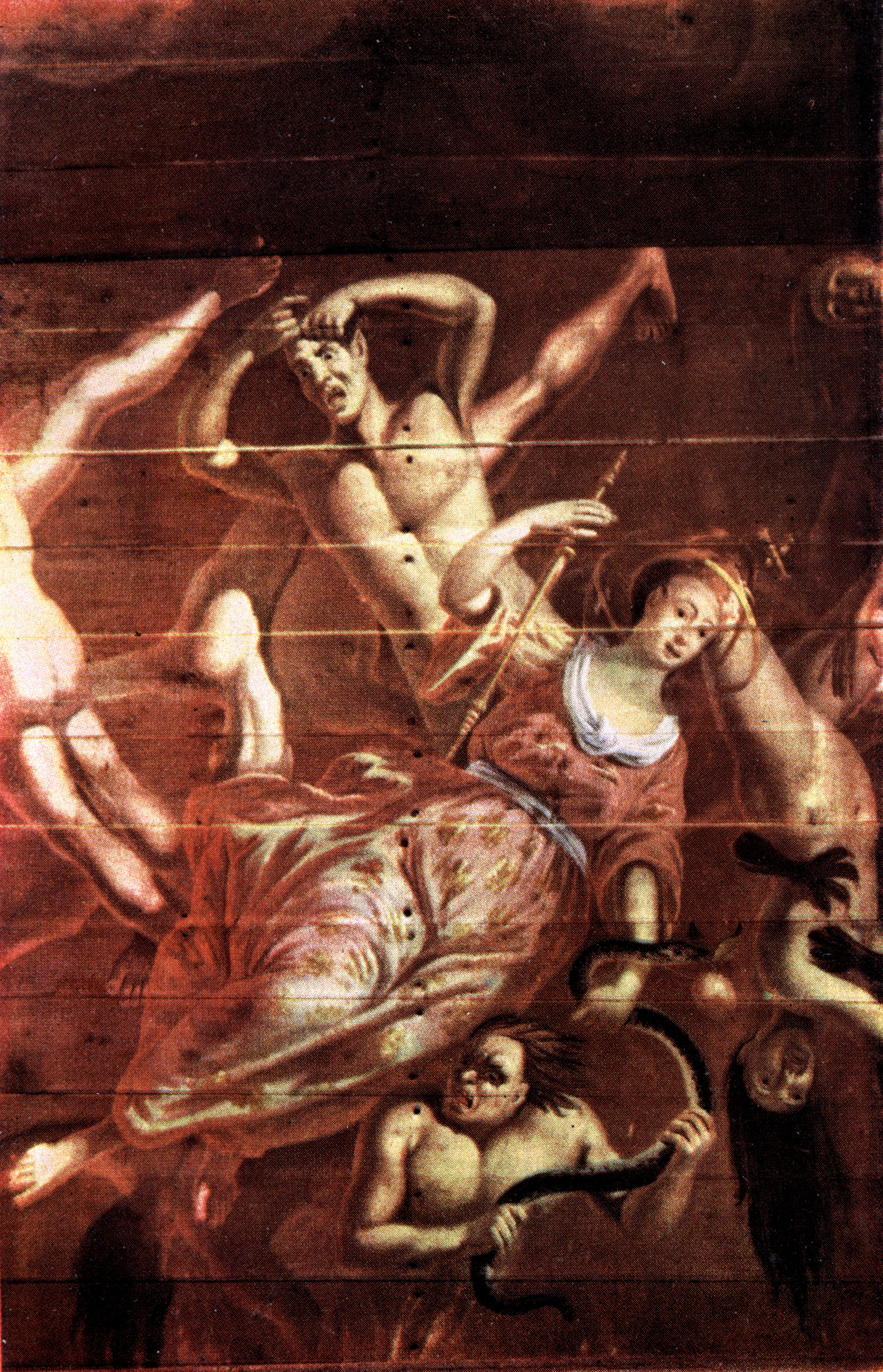
Takmålning från 1741. "Där skall vara gråt och tandagnisslan".

- När koret år 1735 byggts ut och kyrkan följande år försetts med ett tunnvälvt innertak av trä, beslutade församlingen, att taket skulle prydas med en dekorationsmålning. Kontrakt skrevs 1741 med konstnären Johan Ross den äldre, som var medlem av Göteborgs Konst- och Målarämbete. Takmålningen visar den yttersta domen med Kristus "mitt uti kyrkian" och Trefaldigheten längst fram i koret. Som medhjälpare deltog aktivt konstnären och svärsonen Michael Carowsky.
- Konstkritikern Kjell Hjern fann vid ett besök i Danmark den äldsta kända målningen - en akvarell - av Örgryte gamla kyrka. Den är målad av den kände danska skådespelaren Adam Gielstrup, då denne gjorde ett artistbesök i Göteborg. Tavlan är daterad den 5 juni 1790. Den dittills äldsta målningen är en akvarell av J.F. Weinberg från 1811. Gielstrups tavla har en underskrift av konstnären: "Udsigt af Ørgryde Kircke ved Gothenborg paa Vejen til Norge."[7]

## Inventarier

### Altaret
Stadsarkitekt Carlberg upprättade 1799 ett förslag till nytt altare. Det är utformat som en grekisk tempelfasad i nyklassicistisk stil med strama linjer. På väggen ovanför korset står "II.Cor.V.19." - en hänvisning till Andra Korintierbrevets femte kapitel, vers 19. 

### Predikstolen
Det anses även ha varit stadsarkitekt Carlberg som ritat predikstolen i tung barockstil. Den skänktes 1780 av "Herr Gustaf Berndt Santeson och dess kära maka Fru Elisabeth Matsen" på Kärralund. Nedtill på predikstolen är en eklövskrans med band. Predikstolsbrädet har framtill ett brinnande hjärta omgivet av vingar och ett rikt bladverk. Ljudtaket är format som en baldakin. Ovanpå taket står ett klot, en symbol för makt och skapelse, krönt av ett kors och omslutet av moln och änglar.

### Dopfunt och dopfat
Dopfunten från 1738 är av röd kalksten och prydd med konstfulla slingor och överlämnades som gåva av Sven Böker och hans maka på Bö. Den ersatte därmed en medeltida dopfunt. Dopfatet skänktes 1737 av biskop Poppelmanns änkas arvingar på Sävenäs och var avsett för den medeltida dopfunten. Det är sannolikt ett sydtyskt arbete från 1500-talet, utfört i driven mässing och rikt ornamenterat.

### Nattvardssilvret
På 1500-talet hade kyrkan en förgylld silverkalk och en patén. Dessa båda föremål ingick i betalningen då församlingen år 1746 förvärvade en helt ny kalk och patén av guldsmeden Fernlöf i Göteborg. På kalken en bild av "Lammet" ingraverad med en gloria och en segerfana, symbol för Jesus, samt orden från Johannesevangeliets första kapitel: Ecce Agnus Dei, Qui tollit Peccata mundi (Se Guds Lamm som borttager världens synder). Kalken och patén används fortfarande vid nattvardsfirande i kyrkan. En silverask för förvaring av nattvardsbrödet inköptes 1847 och en vinkanna 1874.

### Klockor
År 1676 fanns i klockstapeln på Örgryte kyrkogård en enda klocka, vilken det året blev omgjuten och förstorad. Den flyttades 1748 över till det nybyggda kyrktornet. Redan 1754 köpte man för insamlade medel ännu en klocka, något större än den gamla, gjuten av Johan Daglieb. År 1767 hade lillklockan spruckit och omgöts av Andreas Wetterholtz. Tvåhundra år senare, 1969, blev lillklockan ännu en gång omgjuten hos Bergholtz klockgjuteri i Sigtuna.

### Orglar
- När kyrkan 1775 fått sin korsbyggnad i norr och en ny predikstol 1780, hade församlingen två önskemål: en ny orgel och en ny altartavla. För insamlade medel kunde man 1789 inköpa "et wäl conditioneradt orgelwärk" av den berömde Pehr Schiörlin från den engelska kyrkan, där den troligen aldrig varit uppsatt, och orgelbyggare Everhardt svarade för installationen.
- Då orgeln 1867 behövde repareras, meddelade makarna Virgin på Kålltorp omkring 1870, att de var beredda att bekosta en helt ny orgel, vilken byggdes av den danska orgelfirman Marcussen & Søn. Schiörlinorgeln såldes till Jonsereds kyrka, där den ännu är bevarad.[8]
- Marcussen-orgeln ersattes till stora delar av ett nytt verk som Hammarbergs Orgelbyggeri AB satte upp 1957. Dagens orgel har nitton stämmor fördelade på två manualer och pedal. Den gamla orgeln såldes 1958 och sattes upp i Nössemarks kyrka i Dalsland.

## Kyrkogården
På Örgryte gamla kyrkogård är flera kända personer begravda, bland andra Victor Hasselblad, Henning Mankell, Carl Kjellberg (1825–1891) och flera biskopar. 

## Exteriörbilder

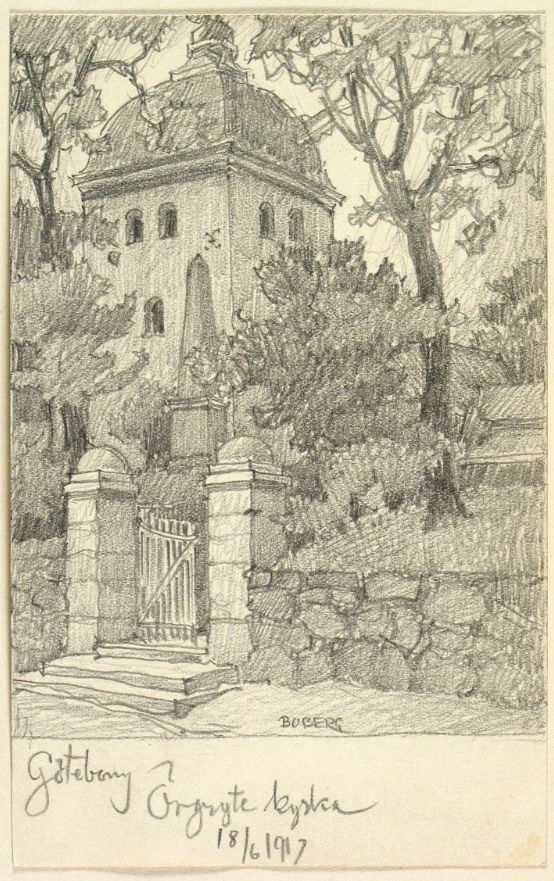
Teckning av Ferdinand Boberg 1917.
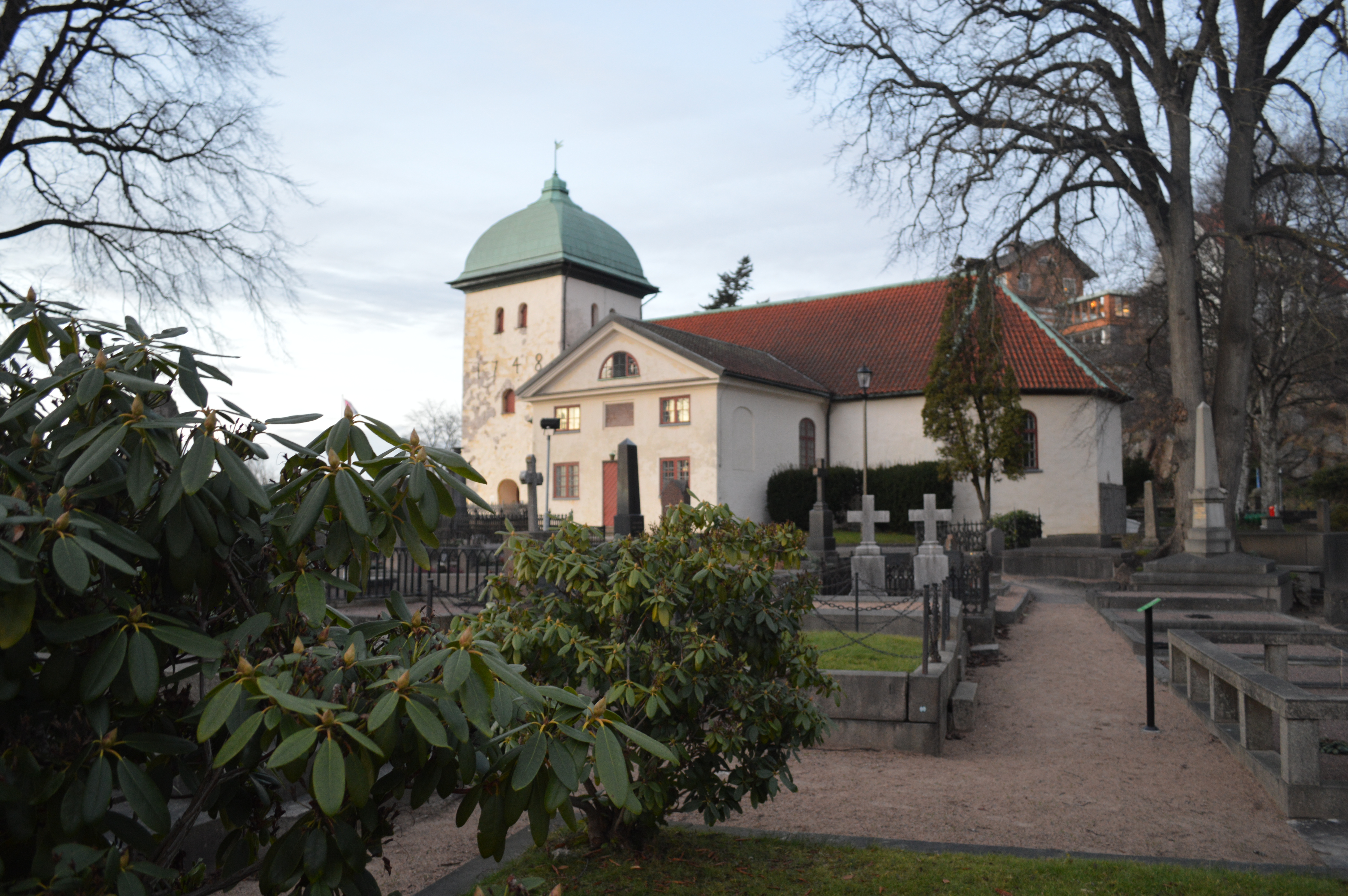
Exteriör 2017.
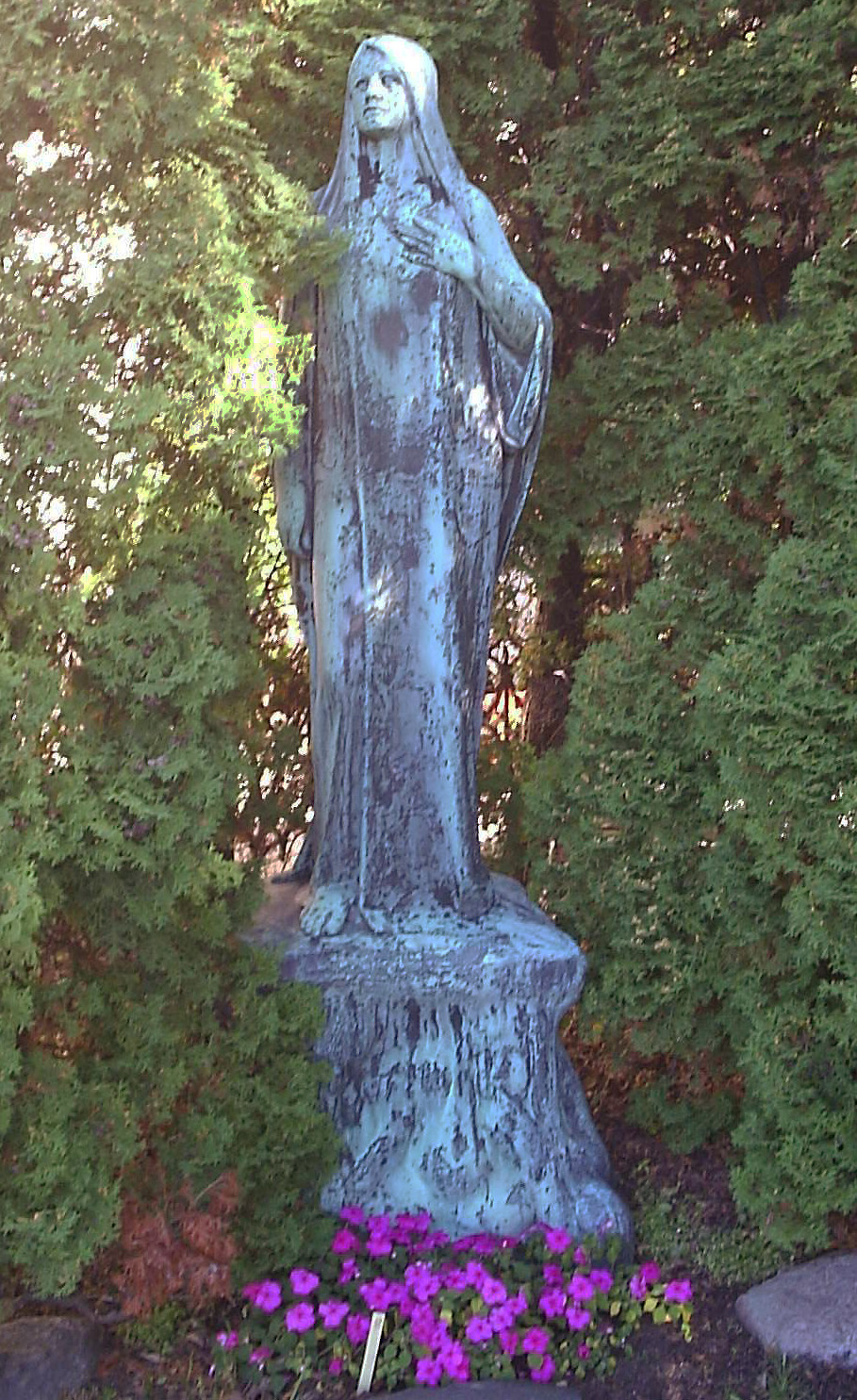
Bronsstaty, sedan 1925 utanför tornporten.